# フラクタル幾何
フラクタル幾何（フラクタルきか）とは、簡単に言えば「どんなに拡大しても複雑な図形」のことをさす。フラクタル図形とも呼ばれる。
フラクタル幾何に関する理論は、そのほとんどが一人の数学者ブノワ・マンデルブロ（Benoit Mandelbrot）によって創作された。彼は海岸線やひび割れの形、樹木の枝分かれなどに見られる複雑な図形を数学的に理論化した。

## 定義
正確に定義するならば、集合 K がフラクタルであるとは、K の位相次元 dimT(K)と K のハウスドルフ次元 dimH(K) に対して、
dimT(K) < dimH(K)
が成り立つことである。一般の図形では、
dimT(K) ≤ dimH(K)
が成り立つことが知られている。
集合 K がフラクタルであるとき一般に dimH(K) は 0 以上の実数値になり、その値を K のフラクタル次元と呼ぶ。

## 自己相似図形

シェルピンスキーのギャスケット

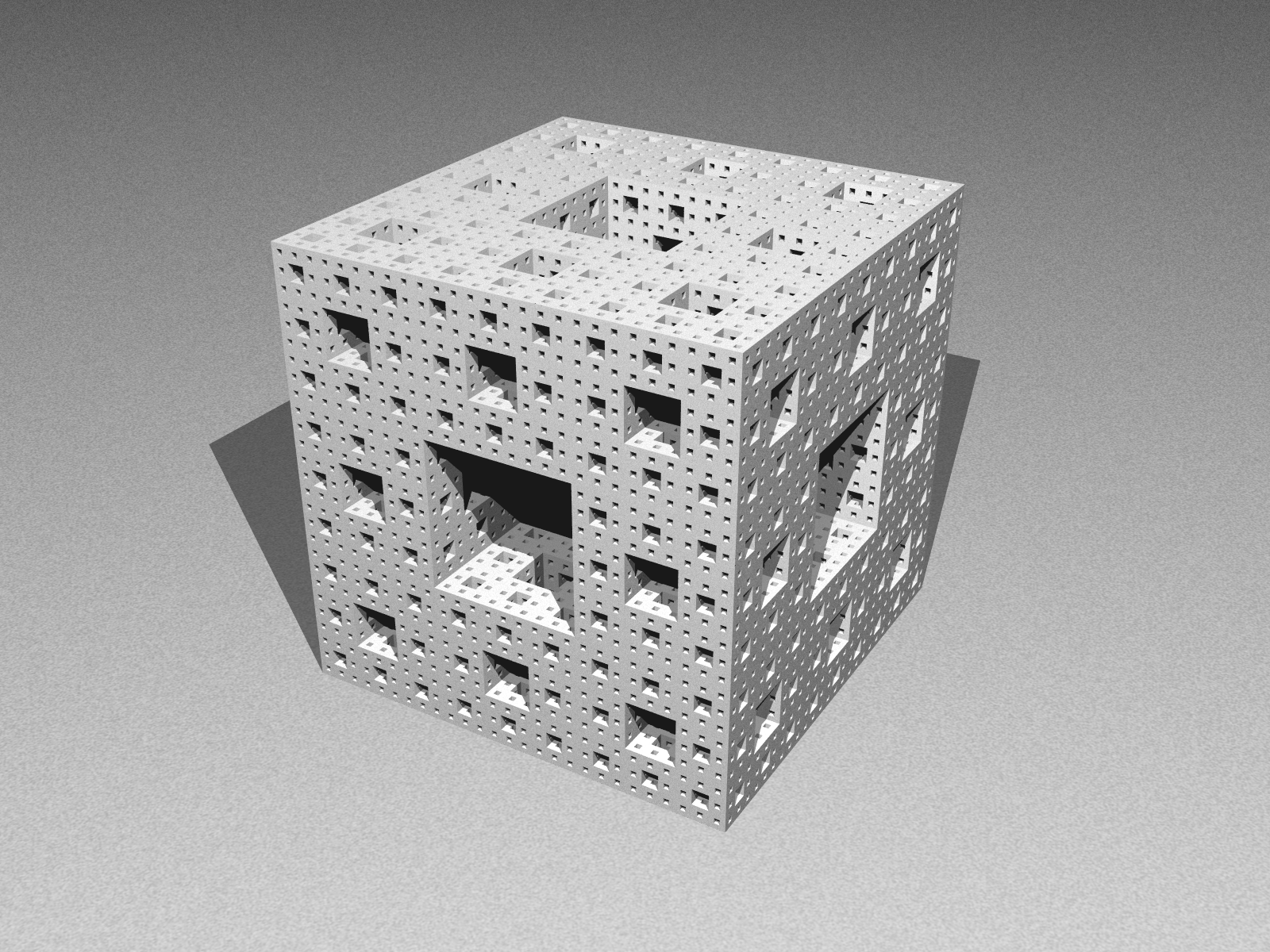
メンガーのスポンジ

コッホ曲線

フラクタル次元、ひいてはハウスドルフ次元の計算は一般にはとても大変である。しかし自己相似図形と呼ばれる図形に対しては簡単な計算法がある。自己相似図形とは自分自身のミニチュアがそっくりそのまま自分の中に入っているような図形であり、例としては次のようなものがある。

### 相似次元
自己相似図形に対して、相似次元 d は次のように定義される。
自分自身がサイズ 1/n のミニチュア m 個から成り立っているとき、
d = lognm
である。
これは要するに、
- 正方形は半分のサイズの正方形 4 個でできている　→　正方形は 2 次元
- 立方体は半分のサイズの立方体 8 個でできている　→　立方体は 3 次元

といった考え方である。
自己相似図形に対して、その相似次元とフラクタル次元は一致する。
上の例で言えばたとえば、コッホ曲線は 1/3 のミニチュア 4 個でできているので、
そのフラクタル次元は log34 = 約1.26
となる。
通常の線は1次元、面は2次元なので、コッホ曲線が単純な線よりは少し複雑な図形であると、フラクタル次元を使うことで示すことが出来る。このようにフラクタル次元は図形の複雑さを数値で表していると言える。
異なるサイズのミニチュアが集まってできているときには計算が少し複雑になるが、同じような考え方で計算できる。